# Polizònides
Els polizònides (Polyzoniida) són un ordre de diplòpodes quilognats del clade Colobognatha amb una àmplia distribució geogràfica.

## Característiques
Els polizònides tenen una superfície dorsal una mica convexa amb una cara ventral plana. Tenen el cap petit de forma cònica, amb pocs ocels. No tenen solc dorsal ni paranots (expansions laterals de cada segment).

## Distribució
La família hirudisomàtids viuen a Euràsia, des de la península Ibèrica fins a l'Himàlaia, al Japó i a Amèrica del Nord. Els polizònids tenen una distribució holàrtica (hemisferi nord). Els sifonòtids tenen una distribució gondwànica, des del Brasil i Xile a Tasmània i Nova Zelanda, passant per Sud-àfrica, sud-est asiàtic i Indonèsia.

## Taxonomia
L'ordre Polyzoniida conté tres famílies i 74 espècies:
- Família Hirudisomatidae Silvestri, 1896 (6 gèneres, 20 espècies)
- Família Polyzoniidae Newport, 1844 (6 gèneres, 22 espècies)
- Família Siphonotidae Cook, 1895 (12 gèneres, 32 espècies)